# Monjolos (São Gonçalo)
Monjolos é um distrito do município de São Gonçalo, no estado do Rio de Janeiro. O distrito possui  cerca de 176 200 habitantes, e está situado na região nordeste do município.

## História
Em 1911, por meio de ato administrativo, foram anexados ao distrito de São Gonçalo, dois novos distritos:  Cordeiros e Itaipu. Surgiu então o município de São Gonçalo, que passou a ser constituido por distritos. Com o decorrer das décadas, e em razão de mudanças administrativas, houve algumas modificações na nomenclatura e quantidade de distritos. No final da década de 1920, o município era formado por quatro distritos: São Gonçalo, Cordeiros, Neves e Sebastião do Itaipu. Em dezembro de 1938, é criado o distrito de Monjolos, que então passou a abranger a porção norte do município.

## Loteamentos
O distrito é formado por vários loteamentos, que embora sejam referência no município, conservam entre si algumas diferenças em infraestrutura.

### Monjolos
Monjolos é a localidade mais desenvolvida do distrito embora possua a população mais pobre do município. O bairro faz divisa com Marambaia a norte, Sacramento a sul, Vista Alegre a oeste e Largo da Ideia a leste. É dividido nos sub-bairros seguintes: Plano dos Padrinhos, Conga, Barreira, Canequinho, Alecrim, Mundel e Pavilhão.  Monjolos conta com mercados e armazéns, farmácias, barbearias e outros tipos de comércios mas em pleno século XXI e, apesar de distante apenas alguns minutos da cidade do Rio de Janeiro, não possui rede de água para a maior parte das casas.
Há também em seu interior muitos sítios e similares.
A licitação para transporte público no bairro pertence as empresas ,Alcântara e Tanguá. Além delas, as vans também circulam no local. A Rua João de Abreu é a principal via de circulação no bairro .
O português João Batista Oliveira, engenheiro, foi um dos primeiros moradores do local. Comprou uma parte das terras por quatro patacas, e construiu a sede do que mais tarde seria a Fazenda do Rincão.
Entres os habitantes que se destacaram na política dois se destacaram na política gonçalense: Zeir Porto e Neilton Mulin.
Padre Antônio e Manduca foram personagens curiosos da localidade.
O primeiro, dono de uma venda, só vendia "a vista" as suas mercadorias colocando preços considerados milagrosos por ser bem menores do que os praticados pela concorrência, daí o apelido. Manduca explorava uma loja de móveis cujas mercadorias eram expostas praticamente na rua e que tinha como curiosidade o crédito fácil, muitas vezes até mesmo sem qualquer papel, com o compromisso de pagamento das parcelas sendo selado com um aperto de mão.
[carece de fontes?].

### Guaxindiba
O loteamento Guaxindiba recebeu seu nome ainda no século XVII. Sua nomenclatura tem origem no rio Guaxindiba, o principal rio do município de São Gonçalo. Guaxindiba era uma árvore comum nos primórdios da Mata Atlântica.
O processo de ocupação do futuro bairro veio com a instalação da Fábrica de Cimento Portland, em 1933, numa área que hoje pertence ao bairro Bom Retiro. No futuro, haverá uma estação de metrô, aonde será a última da Linha 3 do Metrô além do pátio para a manutenção do metrô. e do caminho para o futuro COMPERJ [carece de fontes?].

### Jardim Catarina
O Jardim Catarina é considerado o maior loteamento da América Latina. Apesar de possuir uma faixa de terra menor do que outros bairros localizados em São Gonçalo, recebeu este título devido ao grande número de domicílios [carece de fontes?].

### Laranjal
Laranjal é o loteamento situado na região sudoeste do distrito. O bairro faz fronteira com os bairros de Alcântara, Jardim Catarina, Lagoinha e Jardim Miriambi.
Contam os moradores do bairro que o local era uma fazenda de laranjas, e que com o tempo foi se desmembrando em lotes para vendas, estão localizados em Laranjal a Associação de Moradores do Boa Vista do Laranjal, o Ciep 50 Pablo Neruda, a Escola Municipal Estephania de Carvalho, o Mercado Rede Economia, a academia Aqua Fitiness, o Mercado CMC, a produtora Phantasicom & Co, além de alguns pontos turísticos como o casarão Alcântara, VIPs Lounge, Quintanilha Eventos,  A Igreja Católica de Nossa Senhora Auxiliadora e a Igreja Batista Central de Laranjal.
A fazenda Laranjal pertenceu ao português Joaquim Oliveira, pai de João Batista Oliveira - fundador do bairro Monjolos - que abandonou a família saindo de casa sem dar paradeiro, após descobrir que a única filha havia engravidado de um escravo.[carece de fontes?].

### Lagoinha

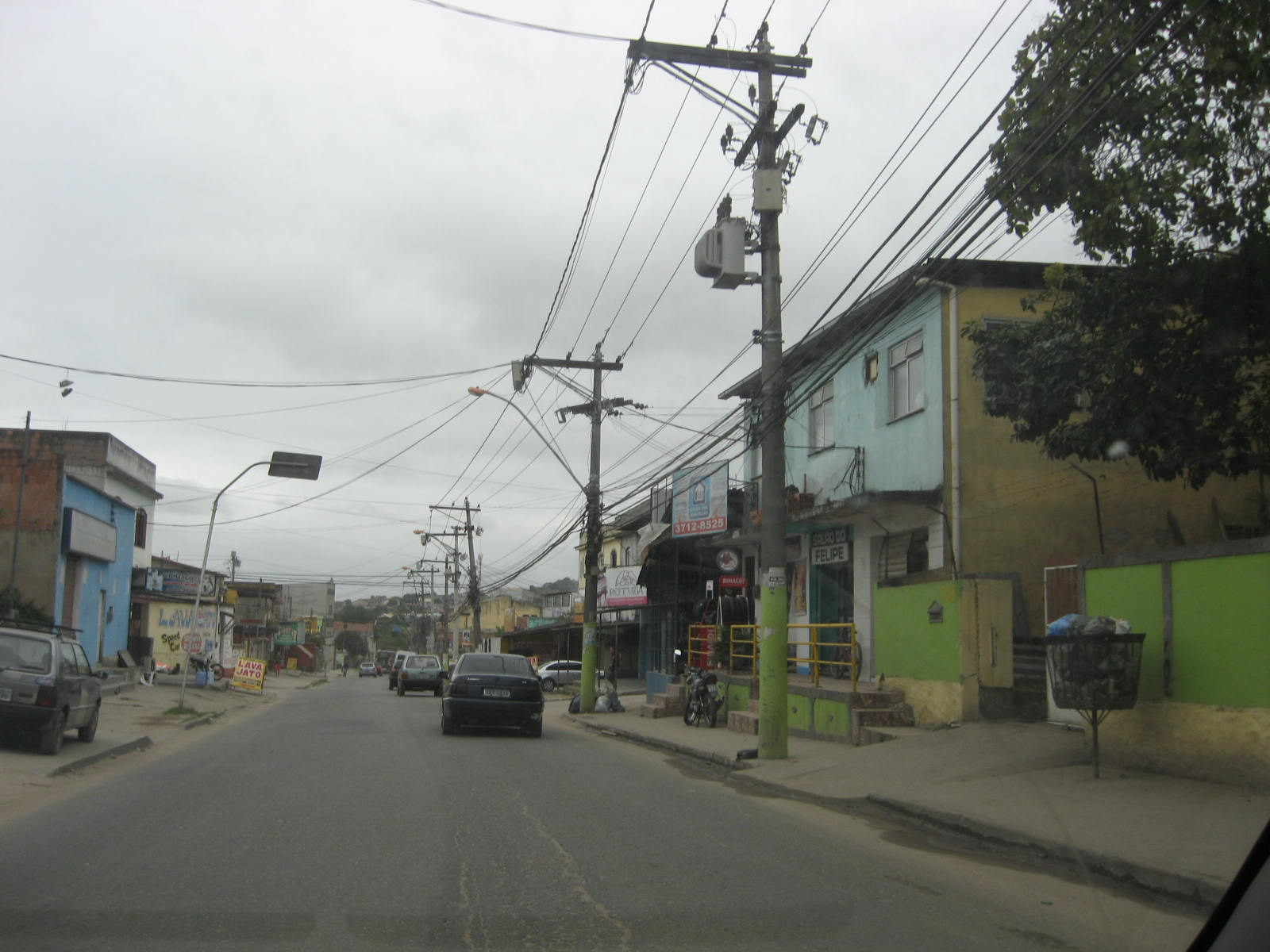
Loteamento Lagoinha.

Lagoinha é o loteamento situado na região sudoeste do distrito. O bairro faz divisa com os seguintes bairros: Miriambi, Pacheco, Tiradentes, Laranjal, Vista Alegre e Amendoeira. Possui esse nome devido a uma antiga lagoa que existia nas proximidades do "Hospital das Freiras" e que foi extinta com a chegada do asfalto na Estrada de Pachecos que passou a ligar Santa Isabel e Alcântara. É provido de um grande hospital público sob administração das Irmãs Franciscanas da congregação do Sagrado Coração de Jesus, que possuem em sua propriedade ainda um colégio particular, um convento e uma belíssima capela em estilo modernista da década de 1960 [carece de fontes?].

### Largo da Ideia
O bairro Largo da Ideia possui característica rural, sendo conhecido como Vermont Gonçalense, por ter um belo outono como o do estado americano. Faz fronteira com o bairro de Monjolos através do Rio Calimbá, e com o município de Itaboraí. Possui uma Igreja Católica e uma Batista, sendo estas responsáveis pelo desenvolvimento moral das crianças do bairro. A organização Embaixadores do Rei, por exemplo, da Igreja Batista, evita que muitos meninos caiam na influência do mundo do crime ou o projeto da Igreja Católica denominado VICENTINOS que auxilia as famílias carentes ou que estejam passando por alguma dificuldade financeira doando cestas básicas mensalmente. Apesar de ser considerado durante muito tempo como Quintal de Monjolos, o bairro cresceu, ganhou asfalto e qualidade de vida nos últimos anos. O Diamantina FC é sediado no bairro, e em seu campo ocorre muitos eventos. Os seus principais colégios são estadual Dr. Armando de Sá Couto, e o particular Externato Anísio de Oliveira Neves. [carece de fontes?].

### Marambaia
Marambaia é muito conhecido por ser um dos primeiros locais do Rio de Janeiro a ter um cemitério específico para cães.
Apesar de ser um dos principais acessos para quem vai à região dos Lagos, o bairro sofre com sérios problemas de infra-estrutura: ruas esburacadas e sem pavimentação, falta d'água, gravíssima deficiência de transportes e outros serviços. A maior parte de seus habitantes trabalha em Niterói e Rio de Janeiro.
[carece de fontes?].

### Vista Alegre
O bairro Vista Alegre surgiu com a Vila Operária, conjunto de casas dos operários da Cerâmica Vista Alegre, que produzia a cerâmica para louças e mosaicos.
O bairro, um dos principais do distrito, tem um bom comércio em sua via principal, a Estrada Almirante Pena Boto, que dá acesso a RJ-104, e no sentido contrário, segue em direção a Monjolos. O Vista Alegre tem limites com Marambaia, Monjolos, Mundel , Pacheco, Lagoinha, Laranjal, Santa Luzia e Bom Retiro [carece de fontes?].